# Maurice Falkner
Maurice Fitzgerald Laing Falkner (* 10. März 1911 in Knutsford; † 2. Dezember 1966 in Walsall) war ein britischer Autorennfahrer.

## Karriere als Rennfahrer
Maurice Falkner (der in einigen Publikationen fälschlicherweise als Maurice Faulkner steht) war in den 1930er-Jahren im Sportwagensport aktiv. Er startete zweimal beim 24-Stunden-Rennen von Le Mans und konnte sich beide Male, 1934 als Gesamtzehnter und 1935 als Gesamtachter, unter den besten zehn Teams klassieren. Zweimal bestritt der auch die Mille Miglia, mit dem 22. Endrang gemeinsam mit Tom Clarke im Aston Martin Ulster 1935 als bester Platzierung. Ein weiteres zählbares Ergebnis war der 15. Rang beim 24-Stunden-Rennen von Spa-Francorchamps 1936.
Maurice Falkner starb 1966 bei einem Verkehrsunfall in Walsall.

## Statistik

### Le-Mans-Ergebnisse
| Jahr | Team            | Fahrzeug                | Teamkollege   | Platzierung | Ausfallgrund |
| ---- | --------------- | ----------------------- | ------------- | ----------- | ------------ |
| 1934 | M.R.E. Tongue   | Aston Martin 1½ Le Mans | Reggie Tongue | Rang 10     |              |
| 1935 | Maurice Falkner | Aston Martin 1½ Ulster  | Tom Clarke    | Rang 8      |              |